# Ким Дживон (боксёр)
Ким Дживон (кор. 김지원; род. 6 августа 1959, Сеул) — корейский боксёр, представитель легчайших и наилегчайших весовых категорий. Состоял в сборной Южной Кореи по боксу в конце 1970-х — начале 1980-х годов, чемпион Азии, победитель и призёр многих турниров международного значения. В период 1982—1986 годов боксировал также на профессиональном уровне, владел титулом чемпиона мира по версии IBF.

## Биография
Ким Дживон родился 6 августа 1959 года в Сеуле, Южная Корея.

### Любительская карьера
Впервые заявил о себе на международной арене в сезоне 1978 года, когда вошёл в состав южнокорейской национальной сборной и побывал на чемпионате Азии среди юниоров в Карачи, где победил всех своих соперников в зачёте наилегчайшей весовой категории и там самым завоевал золотую медаль.
В 1979 году одержал победу на чемпионате Международного совета военного спорта в Каракасе.
Был лучшим на чемпионате Азии 1980 года в Бомбее и на Кубке короля в Бангкоке. Рассматривался в качестве основного кандидата на участие в летних Олимпийских играх в Москве, однако Южная Корея вместе с несколькими другими западными странами бойкотировала эти соревнования по политическим причинам.
В 1981 году вновь победил на Кубке короля, но уже в легчайшей весовой категории.

### Профессиональная карьера
Покинув расположение южнокорейской сборной, в январе 1982 года Ким Дживон благополучно дебютировал на профессиональном уровне. Выступал преимущественно на домашних рингах Южной Кореи, почти из всех поединков выходил победителем — лишь в двух боях с филиппинцем Нептали Аламагом была зафиксирована ничья.
В сентябре 1983 года завоевал титул чемпиона Южной Кореи во второй легчайшей весовой категории, а позже выиграл и вакантный титул чемпиона Восточной и тихоокеанской боксёрской федерации (OPBF), который впоследствии сумел защитить четыре раза.
Благодаря череде удачных выступлений в 1985 году удостоился права оспорить титул чемпиона мира во втором легчайшем весе по версии Международной боксёрской федерации (IBF), который на тот момент принадлежал его соотечественнику Со Сон Ину. В итоге Ким отправил своего соперника в нокаут в десятом раунде и забрал чемпионский пояс себе.
В дальнейшем четыре раза защитил полученный титул, взял верх по очкам над колумбийцем Рубеном Дарио Паласиосом, нокаутировал филиппинца Бобби Берну, вновь победил нокаутом Со Сон Ина, выиграл техническим нокаутом у представителя Филиппин Руди Касикаса. В 1986 году завершил карьеру профессионального спортсмена, решив переквалифицироваться в театрального актёра и певца — таким образом он стал одним из немногих чемпионов, кто покинул ринг непобеждённым. Позже его чемпионский пояс забрал себе другой кореец Ли Сын Хун.

### Личная жизнь
Его сестра Джи Сук является достаточно известной в Южной Корее актрисой, обладательница премии «Большой колокол», а младший брат Джи Ун — всемирно признанный режиссёр.